# Alaptus psocidivorus
Alaptus psocidivorus is een vliesvleugelig insect uit de familie Mymaridae. De wetenschappelijke naam is voor het eerst geldig gepubliceerd in 1927 door Gahan.